# Elisabeth Haukenes
Elisabeth L. Haukenes (født 17. maj 1989) er en norsk håndboldspiller som spiller for Gjerpen Håndball.

## Klubber
- Porsgrunn HK (2006–07 i 1.-divisjon, 22 kampe, 79 mål)
- Gjerpen Håndball (2007-2010)
- Byåsen (2009-2012)